# Гертруд Дальгрен
Гертруд Далгрен (швед. Gertrud Dahlgren; 1931 — 2009) — шведська вчена-ботанік.

## Біографія
Гертруд Дальгрен народилася у містечку Кліппан, у лені Сконе. Навчалася в університеті в Гельсінборзі, згодом продовжила навчання у Лундському університеті, де займалася систематикою ботаніки. У Лунді вона отримала ступінь магістра з хімії та біології. 
У середині 1950-х років Геннінґ Веймарк, завідувач кафедри систематичної ботаніки Лундського університету,  розпочав нову лінію досліджень з біосистематики, яка стала основною галуззю досліджень Гертруд Дальгрен та отримала міжнародну увагу. 
У 1967 році Дальгрен отримала ступінь доктора філософії за роботу над вивченням роду Sanguisorba, і зокрема, двох шведських видів Sanguisorba officinalis та Sanguisorba minor. Вона продовжила роботу у галузі біосистематики, зокрема вивченням родів рослин Ranunculus та Erodium, та видала книгу з систематики ботаніки, яка згодом була перекладена німецькою. З 1979 до 1987 року Дальгрен обіймала посаду завідувача кафедри систематичної ботаніки у Лунді. У 1987 році, після раптової смерті чоловіка, вона залишила посаду та повернулася до своїх досліджень таксономії покритонасінних. У 1992 році її обрано членом товариства Kungliga Fysiografiska Sällskapet i Lund (Королівське фізіографічне товариство в Лунді).
Вона була одружена зі своїм колегою-ботаніком Рольфом Далгреном (1932–1987), який загинув у автомобільній катастрофі. У подружжя було троє дітей, Сусанна, Хелена та Фредерік. 
Гертруд Дальгрен померла у грудні 2009 року.

## Окремі наукові праці
- Dahlgren, Gertrud; Cronberg, Nils (1996). Species differentiation and relationships in Ranunculus subgenus Batrachium (Ranunculaceae) elucidated by isozyme electrophoresis. Symbolae Botanicae Upsaliensis. 31 (3): 91—104.
- Dahlgren, Gertrud, ред. (1976). Systematisk botanik [Systematische Botanik] (вид. 2nd). Lund: LiberLäromedel. ISBN 9140039668. Архів оригіналу за 7 березня 2018. Процитовано 6 березня 2018.
- Dahlgren, Gertrud (July 1989). An updated angiosperm classification. Botanical Journal of the Linnean Society. 100 (3): 197—203. doi:10.1111/j.1095-8339.1989.tb01717.x.
- 1989. The last Dahlgrenogram: System of classification of the dicotyledons. pp. 249–260, in K. Tan, R. R. Mill & T. S. Elias (eds.), Plant taxonomy, phytogeography and related subjects. Edinburgh University Press, Edinburgh.
- 1991. Steps toward a natural system of the Dicotyledons: Embryological characters. Aliso 13: 107-165.